# Ulrich Kirchhoff
Ulrich „Uli“ Kirchhoff (* 9. August 1967 in Lohne; vollständiger Name: Ulrich Günter Hermann Kirchhoff) ist ein Springreiter.
Seine größten Erfolge feierte er für Deutschland bei den Olympischen Spielen 1996 in Atlanta, als er mit Jus de Pommes sowohl im Einzel als auch mit der Mannschaft Olympiasieger wurde.

## Werdegang
Kirchhoff saß mit drei Jahren das erste Mal auf einem Pferd und erhielt mit fünf Jahren seine erste Reitstunde. Ein Jahr später ritt er sein erstes Turnier auf seinem ersten eigenen Pony. 1983 gewann er die Silbermedaille bei den Deutschen Meisterschaften der Ponyreiter. Unmittelbar nach seinem Schulabschluss begann er (mit 16 Jahren) eine Ausbildung zum Pferdewirt – Schwerpunkt Reiten – bei Alwin Schockemöhle. Im Alter von 19 Jahren wechselte er in den Stall Damhus, wo er für 12 Springpferde verantwortlich war. Bei den Deutschen Meisterschaften der Jungen Reiter gewann er 1986 Bronze und 1988 Gold, im Jahr 1986 gewann er zudem die Einzel-Silbermedaille bei den Europameisterschaften der Jungen Reiter. Ebenfalls in den 1980er Jahren war Kirchhoff zeitweilig bei Franke Sloothaak als Pferdepfleger tätig.
1994 bekam er die Möglichkeit, das damals achtjährige Pferd Jus de Pommes zu reiten. Ein Jahr später wurden beide als Ersatzreiter für die deutsche Mannschaft bei den Europameisterschaften in St. Gallen nominiert. Im Jahr 1996 wurden Kirchhoff und Jus de Pommes durch den damaligen Bundestrainer der Springreiter, Herbert Meyer, für die Olympischen Spiele im selben Jahr nominiert. Hier gewann Kirchhoff sowohl im Einzel als auch mit der Mannschaft die olympische Goldmedaille. Zuvor wurde Kirchhoff auch 13. im Weltcupfinale und gewann die Deutsche Meisterschaft der Springreiter, beides mit Jus de Pommes.
Bereits zwei Wochen nach dem Olympiasieg verstarb Jus de Pommes zehnjährig an einem akuten Schockgeschehen mit gleichzeitigem Versagen mehrerer lebensnotwendiger Organsysteme (Kirchhoff: „Es war so schlimm. Ich dachte, ein Teil von mir stirbt mit“).
Wie bereits im Frühjahr 1996 mit Jus de Pommes, so konnte Kirchhoff auch im Frühjahr 1998 mit You Can Do It am Weltcupfinale an den Start gehen. Bei beiden Teilnahmen konnte er jedoch keine vordere Platzierung erreichen.
Im Jahr 2003 zog Kirchhoff nach Boostedt bei Neumünster auf die Anlage des ehemaligen Veranstalters des internationalen Reitturniers Neumünster, August-Christian Horn. Anschließend betrieb er mit seiner Familie bis 2007 einen Turnier- und Ausbildungsstall in Rosendahl im Münsterland. Im Jahr 2007 verließ er die Anlage in Rosendahl und übernahm eine Tätigkeit als Trainer auf der Anlage seiner Schüler, des italienischen Springreiterehepaars Jonella Ligresti und Omar Bonomelli, in Norditalien.
Nach Auslaufen seines Vertrages in Italien vereinbarte Kirchhoff mit Oleksandr Onischtschenko, dass er zukünftig für die Ukraine an den Start gehen werde. Im Gegenzug stellt Onischtschenko ihm Pferde zur Verfügung. Der Nationalitätswechsel erfolgte Ende April 2013. Kirchhoffs Pferde sind nun im niedersächsischen Aselage stationiert. Ende Mai 2013 bestritt er seinen ersten Nationenpreis für die Ukraine beim CSIO Rom.
Auch in den folgenden Jahren war Ulrich Kirchhoff mehrfach Teil ukrainischer Nationenpreismannschaften. Zwanzig Jahre nach seiner ersten Olympiateilnahme war er mit Prince de la Mare bei den Olympischen Sommerspielen 2016 am Start, zu einer vorderen Platzierung reichte es jedoch nicht.

## Erfolge

### Championate
- Olympische Sommerspiele:[12]
  - 1996, Atlanta: mit Jus de Pomme 1. Platz mit der Mannschaft und 1. Platz in der Einzelwertung
  - 2016, Rio de Janeiro: mit Prince de la Mare 13. Platz mit der Mannschaft und 43. Platz in der Einzelwertung

- Europameisterschaften:
  - 1986, Reims (Junge Reiter): mit Piquet  6. Platz mit der Mannschaft und 2. Platz in der Einzelwertung
  - 1987, Donaueschingen (Junge Reiter): mit Piquet  3. Platz mit der Mannschaft[2]

### Weitere Erfolge ab 2004
- 2004: 3. Platz im Großen Preis von Kopenhagen (CSIO 4*), 3. Platz im Großen Preis von München-Riem (CSI 3*), 7. Platz im Großen Preis von Aachen (CSIO 5*), 2. Platz im Großen Preis von Affalterbach (CSI 3*), 1. Platz im Großen Preis von Stuttgart (CSI 4*) sowie mit der deutschen Mannschaft 1. Platz im Nationenpreis von Barcelona (Samsung-Super-League-Finale 2004) – alle mit Carino
- 2005: 3. Platz im Großen Preis von Dublin (CSIO 5*), sowie mit der deutschen Mannschaft 1. Platz in den Nationenpreisen (Super League) von Hickstead und Dublin – alle mit Carino
- 2006: 5. Platz im Großen Preis von Leipzig (Weltcup-Wertungsprüfung, CSI 4*-W), 3. Platz im Großen Preis von Rom (CSIO 5*) sowie mit der deutschen Mannschaft 1. Platz im Nationenpreis von Dublin – beides mit Carino
- 2007: 4. Platz im Großen Preis von Leipzig (Weltcup-Wertungsprüfung, CSI 4*-W) mit Carino, 4. Platz in der Weltcup-Wertungsprüfung von Bordeaux mit Carino, 2. Platz im Großen Preis von Rastede mit O'Celine
- 2008: 3. Platz im Großen Preis von Monte Carlo (CSI 5*, GCT-Wertungsprüfung), 7. Platz im Großen Preis von Estoril (CSI 5*, GCT-Wertungsprüfung) – beides mit Carino
- 2009: 4. Platz im Finale der Global Champions Tour in Doha (CSI 5*) mit Carino
- 2010: 1. Platz im Großen Preis von Augusta (CSI 3*) mit Caruso
- 2013: 1. Platz mit der ukrainischen Mannschaft im Nationenpreis von Rom (CSIO 5*) mit Verdi, 3. Platz im King Georges V Gold Cup in Hickstead (CSIO 5*) mit Carlina, 2. Platz im Großen Preis von Dublin (CSIO 5*) mit Carlina
- 2014: 1. Platz im Nationenpreis von Al-Ain (CSIO 5*) mit Chaccland, 2. Platz im Großen Preis von Chengdu (CSI 2*) mit einem Leihpferd
- 2015: 2. Platz in einem Großen Preis von San Giovanni in Marignano (CSI 3*) mit Gabbiano, 2. Platz im Großen Preis von Guangzhou (CSI 3*) mit einem Leihpferd
- 2016: 1. Platz im Nationenpreis von Celje (CSIO 3*) mit Gabbiano, 1. Platz im Nationenpreis von Odense (CSIO 3*) mit Gabbiano, 1. Platz im Nationenpreis von Sopot (CSIO 5*) mit Prince de la Mare

## Pferde
Das für Kirchhoffs Karriere bedeutsamste Pferd war Jus de Pommes (* 1986; † 1996), ein fuchsfarbener belgischer Warmblut-Hengst. Dessen Vater war Primo des Bruyeres, die Mutter stammte von Opaline des Pins ab.
Lange Zeit war Carino (* 1995), ein brauner Holsteiner Wallach (Vater: Cassini I, Muttervater: Caretino), sein Pferd für Große Preise. Diesen setzte er zuletzt 2012 im internationalen Sport ein.
Pferde seit 2013:
- Carlina (* 2001), braune Holsteiner Stute, Vater: Carvallo, Muttervater: Landgraf I; bis Anfang 2013 von Pius Schwizer und Trevor Coyle geritten; seit Jahresbeginn 2014 von Oleksandr Onischtschenko geritten[17][9]
- Chaccland (* 2005), Schimmelwallach der Rasse Oldenburger Springpferd, Vater: Chacco-Blue, Muttervater: Carthago; bis Ende 2013 von Harm Wiebusch geritten, ab Sommer 2014 von Oleksandr Onischtschenko und Ferenc Szentirmai geritten[18]
- Gabbiano 11 (* 2005), Fuchswallach der Rasse Oldenburger Springpferd, Vater: Grandino, Muttervater: Cento; bis zum Jahr 2014 von Florian Meyer zu Hartum, Oleksandr Onischtschenko und Cassio Rivetti geritten[19]
- Prince de la Mare (* 2003), brauner Selle-Français-Wallach, Vater: Beguin de Moens, Muttervater: Socrate de Chivre; bis Ende 2015 von Carlos Enrique Lopez Lizarazo geritten[20]
- Sterrehof's Opium (* 1996; † 2024), Westfale, Fuchshengst, Vater: Polydor, Muttervater: Bormio